# نبردناو کلاس کلوزئوس (۱۸۸۲)
نبردناو کلاس کلوزئوس (۱۸۸۲) (به انگلیسی: Colossus-class battleship (1882)) یک کلاس از کشتی است که طول آن ۳۲۵ فوت (۹۹ متر) می‌باشد.